# 三水青年駅
三水青年駅（サムスチョンニョンえき）は、朝鮮民主主義人民共和国両江道三水郡に位置する朝鮮民主主義人民共和国鉄道省北部内陸線の駅である。